# پرسفورست
پرسفورست یا پرسه‌فورست (به فرانسوی: Perceforest) رمانی بلند و نثرگونه از سدهٔ چهاردهم میلادی است که نویسندهٔ آن ناشناس باقی مانده‌است. این اثر به زبان فرانسوی نوشته شده و از دیدگاه ادبی، بخشی از سنت رمان‌های پهلوانی قرون وسطا و مقدمه‌ای بر افسانه‌های شاه آرتور به‌شمار می‌رود. پرسِفورِست نه‌تنها افسانهٔ پادشاهی خیالی بریتانیا را روایت می‌کند، بلکه به‌نوعی تاریخچه‌ای اسطوره‌ای برای شوالیه‌گری، مسیحیت، و خاستگاه میز گرد شاه آرتور ارائه می‌دهد.
این رمان بیش از یک میلیون واژه دارد و به شش بخش (یا کتاب) اصلی تقسیم شده است که در مجموع ۵۳۱ فصل را شامل می‌شود. ساختار داستان با تأثیر از منابع کهنی همچون تاریخ جفری آو مونماوث، آثار وِیس، بید، اوروس، و چرخهٔ لانسلو و رمان‌های اسکندری تدوین شده‌است.

## خلاصه داستان
داستان با فرار پناه‌جویانی از شهر افسانه‌ای تروا آغاز می‌شود که به جزیره بریتانیا می‌رسند و سلسله‌ای پادشاهی بنیان می‌گذارند. با گذر زمان، این پادشاهی دچار انحطاط می‌شود تا اینکه اسکندر مقدونی در مسیر سفر به هند، در اثر طوفانی به بریتانیا می‌رسد. او از وضعیت نابسامان کشور آگاه می‌شود و دو برادر به نام‌های «بتیس» و «گادیفر» را به‌عنوان پادشاهان انگلستان و اسکاتلند منصوب می‌کند. بتیس که نام «پرُسِفورِست» (یعنی کسی که جنگل را می‌شکافد) را بر خود می‌نهد، مأمور ریشه‌کن کردن جادوگران و نابودی شرارت جنگل‌ها می‌شود.
او با کمک گادیفر، بازماندگان جادوگری به‌نام دارنانت را شکست می‌دهد و نظامی مبتنی بر شوالیه‌گری، عدالت و یکتاپرستی به‌وجود می‌آورد. این نظام شوالیه‌گری با عنوان «فران پالِه» پایه‌ریزی می‌شود که الگویی برای میز گرد شاه آرتور محسوب می‌شود.
پرُسِفورِست به پرستش خدای یگانه روی می‌آورد و به کمک زاهدی به‌نام «داردانون» دینی نوین را معرفی می‌کند که راه را برای ظهور مسیحیت هموار می‌سازد. اما با گذر زمان، خیانت و تجاوز امپراتوری روم به بریتانیا رخ می‌دهد؛ پسر ارشد پرُسِفورِست فریب زنی رومی را می‌خورد و به‌دنبال آن، یولیوس سزار به بریتانیا حمله می‌کند. ارتش پرُسِفورِست نابود می‌شود و پادشاهی از میان می‌رود.
در نسل سوم، بازماندگانِ این شاهزادگان بازمی‌گردند تا کشور را بازسازی کنند. یکی از نوادگان گادیفر به‌نام اورسو، سزار را ترور می‌کند. گالافور، نوهٔ دیگر، با نوهٔ اسکندر ازدواج کرده و پادشاهی نوینی در بریتانیا بنیان می‌گذارد. او شمشیری را در سنگی فرو می‌برد که در آینده تنها کسی که شایستهٔ پادشاهی است (شاه آرتور)، آن را بیرون خواهد کشید.
در پایان، بریتانیا یک‌بار دیگر مورد تهاجم قرار می‌گیرد و این بار، مردم تروا آن را اشغال می‌کنند و پادشاهی یونانی را نابود می‌سازند. بدین‌ترتیب، صحنه برای ظهور شاه آرتور فراهم می‌شود.

## ساختار و منابع
رمان پرُسِفورِست در شش بخش نوشته شده که به‌ترتیب شامل: بنیاد پادشاهی، گسترش شوالیه‌گری، دوازده تورنمنت ازدواج، فاجعهٔ حمله روم، بازسازی پادشاهی، و در نهایت ظهور دین یکتاپرستی و اشاره‌ای به مسیحیت آینده است.
منابع اصلی الهام این اثر شامل تاریخ جفری آو مونماوث، چرخه لانسلو، و رمان‌های اسکندر است. بن‌مایه‌هایی چون دلاوری شوالیه‌ها، پیش‌بینی‌ها، عشق، خیانت، آزمون، و ظهور دین، در سراسر اثر دیده می‌شود.

## نسخه‌ها و چاپ
- نسخهٔ کامل و اصلاح‌شدهٔ اثر (دست‌نوشتهٔ C) در حدود سال‌های ۱۴۵۹–۱۴۶۰ توسط «دیوید اُبِر» برای «فیلیپ نیکوکار»، دوک بورگوین نگاشته شد.
- نخستین نسخه چاپی اثر در سال ۱۵۲۸ در پاریس منتشر شد.
- در سال ۲۰۱۱، نسخه‌ای گزیده و ترجمه‌شده به انگلیسی با عنوان Perceforest: The Prehistory of King Arthur's Britain منتشر شد.

## تأثیرات ادبی و فرهنگی
پرسِفورِست اثری مهم در سنت شوالیه‌گری است که نه‌تنها الهام‌بخش افسانه‌های آرتوری بوده، بلکه برخی از عناصر داستانی آن در قصه‌های عامیانه اروپا همچون «زیبای خفته» نیز دیده می‌شود (مانند شخصیت «زِلاندین» که در خواب توسط یک شاهزاده باردار می‌شود).

## ارجاعات در ادبیات اروپا
- در اثر متیو لوئیس به‌نام The Monk به پرُسِفورِست اشاره شده است.
- ژرار دو نروال نیز در داستان «آنژلیک» از نسخه‌ای نایاب از پرُسِفورِست یاد می‌کند.